# Liste der venezolanischen Botschafter in Spanien
Die venezolanische Botschaft befindet sich in der Calle del Capitán Haya 1 in Madrid.
| Ernennung/Akkreditierung | Name                              | Bemerkungen | ernannt von                 | akkreditiert während der Regierung von | Posten verlassen |
| ------------------------ | --------------------------------- | --- | --------------------------- | -------------------------------------- | ---------------- |
| 1846                     | Fermín Toro                       | | Carlos Soublette            | Isabella II.                           | 1846             |
| 1852                     | Francisco Michelena y Rojas       | | José Gregorio Monagas       | Isabella II.                           | 1854             |
| 1858                     | Mauricio Berrizbeitia             | | Julián Castro Contreras     | Isabella II.                           | 1860             |
| 1860                     | Fermín Toro                       | | Manuel Felipe de Tovar      | Isabella II.                           | 1861             |
| 1863                     | Antonio Guzmán Blanco             | 1870–1877, 1879–1884, und 1886–1887: Präsident von Venezuela.                                                                      | Juan Crisóstomo Falcón      | Isabella II.                           | 1866             |
| 1868                     | Laureano Zavarce                  | | Guillermo Tell Villegas     | Francisco Serrano Domínguez            | 1868             |
| 1869                     | Guillermo Tell Villegas           | 1868, 1870 and 1892 Geschäftsführender Leiter der Executive, zweimal Außenminister                                                 | Guillermo Tell Villegas     | Francisco Serrano Domínguez            | 1872             |
| 1873                     | José María Rojas Espaillat        | | Antonio Guzmán Blanco       | Estanislao Figueras                    | 1876             |
| 1882                     | Eduardo Calcaño y Panizza         | | Antonio Guzmán Blanco       | Emilio Castelar                        | 1886             |
| 1890                     | Carlos Rangel Garbiras            | | Raimundo Andueza Palacio    | Alfons XIII.                           | 1891             |
| 1891                     | Marco Antonio Saluzzo             | | Raimundo Andueza Palacio    | Alfons XIII.                           | 1892             |
| 1893                     | Tomás Michelena                   | | Joaquín Crespo              | Alfons XIII.                           | 1893             |
| 1893                     | Fernando Arvelo                   | | Joaquín Crespo              | Alfons XIII.                           | 1896             |
| 1895                     | Juan Pietri                       | | Joaquín Crespo              | Alfons XIII.                           | 1896             |
| 1896                     | José Escolástico Andrade Troconis | (* 1838 in Mérida (Venezuela); † 20. März 1902 in New York City), Bruder von Ignacio Andrade, 1893: Gesandter in Washington, D. C. | Joaquín Crespo              | Alfons XIII.                           | 1899             |
| 1900                     | Bernabé Planas                    | | Cipriano Castro             | Alfons XIII.                           | 1901             |
| 1910                     | Pedro César Dominici              | | Juan Vicente Gómez          | Alfons XIII.                           | 1911             |
| 1914                     | José Ignacio Cárdenas             | | Victorino Márquez Bustillos | Alfons XIII.                           | 1925             |
| 1910                     | Esteban Gil Borges                | 1919–1921 und 1936–1941 Außenminister                                                                                              | Juan Vicente Gómez          | Alfons XIII.                           | 1918             |
| 1920                     | José Antonio Martínez Méndez      | | Juan Vicente Gómez          | Alfons XIII.                           | 1921             |
| 1916                     | Pedro Emilio Coll                 | | Juan Vicente Gómez          | Alfons XIII.                           | 1924             |
| 1927                     | Gumersindo Torres                 | | Juan Vicente Gómez          | Alfons XIII.                           | 1929             |
| 1929                     | Alberto Urbaneja                  | | Juan Bautista Pérez         | Alfons XIII.                           | 1932             |
| 1931                     | Juan Bautista Pérez               | 1929–1931: Präsident | Juan Vicente Gómez          | Niceto Alcalá Zamora                   | 1933             |
| 1933                     | Emilio Ochoa                      | | Juan Vicente Gómez          | Niceto Alcalá Zamora                   | 1936             |
| 1936                     | Juan Tinoco                       | | Eleazar López Contreras     | Manuel Azaña                           | 1939             |
| 1939                     | Caracciolo Parra Pérez            | | Eleazar López Contreras     | Francisco Franco                       | 1941             |
| 1941                     | Alberto Zérega Fombona            | | Isaías Medina Angarita      | Francisco Franco                       | 1942             |
| 1942                     | Cristóbal Benítez                 | | Isaías Medina Angarita      | Francisco Franco                       | 1945             |
| 1950                     | Augusto Mijares                   | | Germán Suárez Flamerich     | Francisco Franco                       | 1953             |
| 1953                     | Simón Becerra                     | | Marcos Pérez Jiménez        | Francisco Franco                       | 1958             |
| 1958                     | José Saúl Guerrero Rosales        | | Wolfgang Larrazábal         | Francisco Franco                       | 1962             |
| 1962                     | Régulo Pacheco Vivas              | | Rómulo Betancourt           | Francisco Franco                       | 1964             |
| 1964                     | Carlos Mendoza Goiticoa           | | Rómulo Betancourt           | Francisco Franco                       | 1967             |
| 1967                     | Eligio Anzola Anzola              | | Rómulo Betancourt           | Francisco Franco                       | 1968             |
| 1969                     | Carlos Capriles Ayala             | Journalist und Historiker | Rafael Caldera              | Francisco Franco                       | 1972             |
| 1972                     | Tomás Polanco Alcántara           | Historiker | Rafael Caldera              | Francisco Franco                       | 1974             |
| 1974                     | Santiago Ochoa Briceño            | | Carlos Andrés Pérez         | Francisco Franco                       | 1977             |
| 1977                     | Rubén Carpio Castillo             | | Carlos Andrés Pérez         | Juan Carlos I.                         | 1978             |
| 1978                     | Ernesto Santander                 | | Carlos Andrés Pérez         | Juan Carlos I.                         | 1979             |
| 1979                     | Eduardo Tamayo Gascué             | | Luís Herrera Campíns        | Juan Carlos I.                         | 1981             |
| 1979                     | Rafael León Morales               | | Luís Herrera Campíns        | Juan Carlos I.                         | 1979             |
| 1984                     | Rigoberto Henriquez Vera          | | Jaime Lusinchi              | Juan Carlos I.                         | 1984             |
| 1990                     | Arturo Hernández Grisanti         | | Carlos Andrés Pérez         | Juan Carlos I.                         | 1992             |
| 1992                     | Armando Durán                     | 1991 bis 1992 Außenminister | Carlos Andrés Pérez         | Juan Carlos I.                         | 1994             |
| 1996                     | Enrique Tejera París              | [ 2 ] | Rafael Caldera              | Juan Carlos I.                         | 1996             |
| 1996                     | Francisco Paparoni Minuta         | [ 3 ] | Rafael Caldera              | Juan Carlos I.                         | 1998             |
| 22. Dez. 1997            | José Miguel Uzcátegui Lima        | Convergencia, | Rafael Caldera              | Juan Carlos I.                         | 22. Jan. 1998    |
| 30. Jan. 1998            | Pedro Nicolás Valencia Vivas      | | Rafael Caldera              | Juan Carlos I.                         |                  |
| 2000                     | Raúl Salazar                      | | Hugo Chávez                 | Juan Carlos I.                         | 2002             |
| 2002                     | Gladys Gutiérrez                  | | Hugo Chávez                 | Juan Carlos I.                         | 2005             |
| 2005                     | Arévalo Méndez Rivero             | | Hugo Chávez                 | Juan Carlos I.                         | 2006             |
| 2007                     | Alfredo Toro Hardy                | | Hugo Chávez                 | Juan Carlos I.                         | 2009             |
| 6. März 2011             | Julián Isaías Rodríguez           | [ 5 ] | Hugo Chávez                 | Juan Carlos I.                         |                  |
| 16. Juni 2011            | Bernardo Álvarez Herrera          | [ 6 ] | Hugo Chávez                 | Juan Carlos I.                         |                  |
| 22. Mai 2013             | Mario Isea                        | [ 7 ] | Nicolás Maduro              | Juan Carlos I.                         |                  |